# بازیاب ام‌ای‌آرسی‌آی

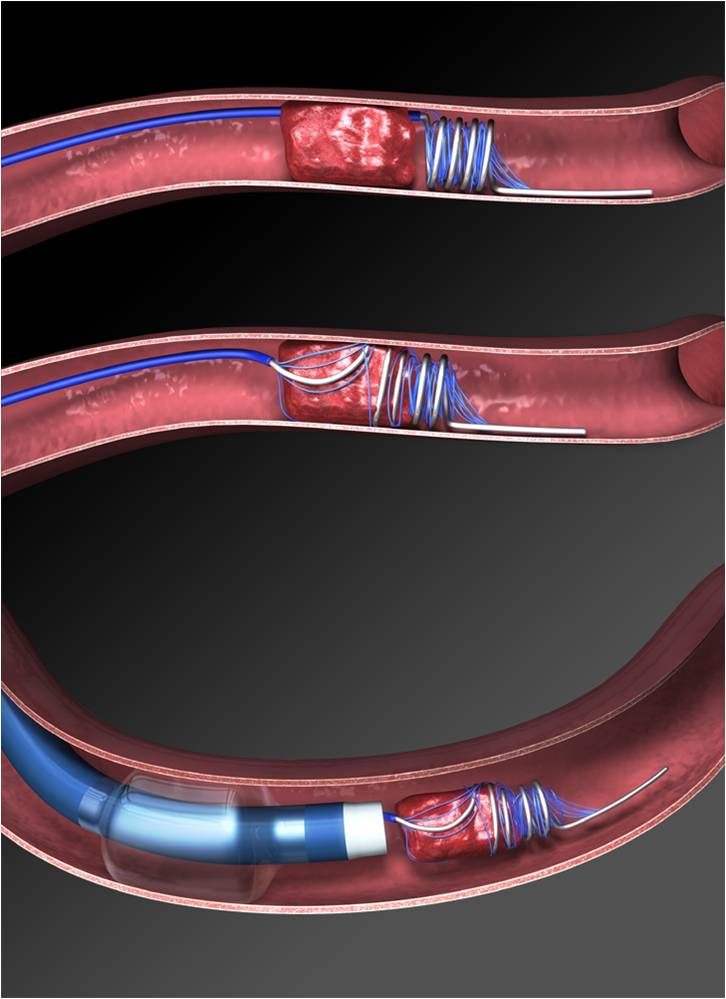
MERCI رترویر L5.

بازیاب ام‌ای‌آرسی‌آی یا رتریور ام‌ای‌آرسی‌آی (مخفف Mechanical Embolus Removal in Cerebral Ischemia) یک دستگاه پزشکی است که برای درمان سکته مغزی ایسکمیک طراحی شده‌است. MERCI که توسط دانشگاه کالیفرنیا، لس آنجلس در سال ۲۰۰۱ طراحی شد، اولین دستگاهی بود که در ایالات متحده برای برداشتن لخته خون در بیماران مبتلا به ایسکمی حاد مغز تأیید شد.